# Hartmut Wewetzer
Hartmut Wewetzer (* 1961 in Salzgitter) ist ein deutscher Journalist und Autor.

## Leben
Wewetzer studierte Medizin in Berlin. Seine Dissertation handelt von Spätpotentialen beim Herzinfarkt. Er leitet von 1995 bis 2017 das Wissenschaftsressort der Zeitung Der Tagesspiegel. Er ist Pressesprecher des  Bundesinstitut für Risikobewertung (BfR). Mit Anfang fünfzig erkrankt der Arzt und Journalist an Magenkrebs, was ihn zu seinem zweiten Buch antreibt. Wewetzer lebt in Berlin.

## Veröffentlichungen
- Der Brokkoli-Faktor: … und weitere gute Nachrichten aus der Medizin (Ullstein), 2008, mit Kolumnen aus dem Tagesspiegel. ISBN 978-3-548-36997-6.
- Überlebt – Was ich von meinem Krebs gelernt habe  (Suhrkamp), 2023, ISBN 978-3-458-64339-5.[3]

## Preise und Auszeichnungen
1998 erhielt er den 2. Platz beim Georg von Holtzbrinck Preis für Wissenschaftsjournalismus. Im April 2008 gewann Wewetzer den Journalistenpreis der Deutschen Gesellschaft für Kardiologie.